# Acontias parietalis
Acontias parietalis — вид сцинкоподібних ящірок родини сцинкових (Scincidae). Мешкає в Мозамбіку і Південно-Африканській Республіці.

## Поширення і екологія
Acontias parietalis мешкають на півдні Мозамбіку (на південь від Мапуту, зокрема на острові Інхака та на крайньому північному сході провінції Квазулу-Наталь в ПАР. Вони живуть на прибережних луках, в чагарникових заростях і саванах. Віддають перевагу піщаним ґрунтам. Зустрічаються на висоті до 200 м над рівнем моря.